# 圓尾結耙非鯽
圓尾結耙非鯽，為輻鰭魚綱鱸形目隆頭魚亞目慈鯛科結耙非鯽屬的其中一種，該物種分布於非洲加彭的淡水流域，體長可達5.9公分，棲息在底中層水域，生活習性不明。